# Quercus vaga
Quercus vaga är en bokväxtart som beskrevs av Ernest Jesse Palmer och Julian Alfred Steyermark. Quercus vaga ingår i släktet ekar, och familjen bokväxter.
Artens utbredningsområde är Missouri. Inga underarter finns listade i Catalogue of Life.